# إرنست يانسن
إرنست نيكولاس هيرمان يانسن (24 أكتوبر 1945 - ديسمبر 2023)، والمعروف فيما بعد باسم إرنست يانسن ستور، كان طبيب أعصاب هولنديًا، اكتسب سمعة سيئة بسبب سوء السلوك وفقد رخصته لممارسة الطب.

## حياة مهنية
إرنست نيكولاس هيرمان يانسن، والمعروف فيما بعد باسم إرنست يانسن ستيور ولد في 24 أكتوبر 1945. عمل في عدة مناصب، بما في ذلك Medisch Spectrum Twente (MST). خلال مسيرته المهنية، وكذلك اشتهر في مهنته بأبحاثه حول مرض الزهايمر ومرض باركنسون والتصلب المتعدد .
أكمل يانسن ستور أبحاثه للدكتوراه في عام 1994 في جامعة ماستريخت، حيث بحث في مرض باركنسون.
في 24 يوليو 2002، أجرى برنامج EénVandaag التلفزيوني الهولندي مقابلة مع يانسن ستور بصفته خبيرًا في هذا المرض فيما يتعلق بحالة الأمير كلوز (أشار يانسن ستور في البرنامج إلى أنه وجد حالة الأمير «مقلقة»).
تعرض يانسن ستور لحادث سيارة خطير في ألمانيا في عام 1990، مما أدى إلى كسر معقد في الورك. في عام 2000 أصبح مدمنًا على الميدازولام ، وهو مهدئ من مجموعة البنزوديازيبين. وللحصول على هذا الدواء بدأ بتزوير الوصفات الطبية باستخدام أسماء زملائه كأطباء مختصين.
وكما اتضح فيما بعد، خلال السنوات الأربع التي أعقبت إدمانه، كان يخطئ بانتظام في تشخيص حالات المرضى. لدعم تشخيصاته الخاطئة، قام بتزوير استبيانات تشخيصية من المرضى، وتبديل صور الأشعة السينية للمرضى، وتزوير نتائج المختبر. لقد وصف أدوية قوية دون ضرورة لعدد من مرضاه، وفي بعض الحالات أجرى لبعض المرضى عمليات جراحية في المخ دون ضرورة.
أُرغم يانسن ستور على الاستقالة من MST من قبل مجلس الإدارة في عام 2004. حصل على مكافأة نهاية الخدمة بقيمة 250 ألف يورو وأُجبر على توقيع اتفاقية عدم إفشاء (مع زملائه السابقين). وكجزء من هذه الصفقة، وافق على شطب اسمه من سجل المهن الطبية الهولندي، وبالتالي التنازل عن حق ممارسة المهنة في هولندا. حصل المرضى على تعويضات مالية، ولكنهم أقسموا على السرية.

## التحقيق والملاحقة القضائية
على الرغم من الاتفاق مع يانسن ستور (الذي أدى إلى استقالته من MST وإزالته طواعية من السجل)، قرر مجلس إدارة MST بدء تحقيق في عام 2009 بسبب تغيير أعضاء مجلس الإدارة والذي تضمن تنصيب هير كينغما بصفته الرئيس الجديد. وكان التحقيق برئاسة وولتر ليمسترا، عمدة هينجيلو السابق. أصدرت لجنة ليمسترا تقريرها في الأول من سبتمبر/أيلول 2009، حيث خلصت إلى وجود إخفاقات من جانب وزارة النقل والمواصلات، فضلاً عن هيئة التفتيش على الرعاية الصحية الهولندية ( (بالهولندية) : Inspectie voor de Gezondheidszorg أو IGZ )، التي كان يرأسها Kingma في الوقت الذي قاموا بإرسال يانسن بعيدًا عن MST. وخلصت اللجنة أيضًا إلى أن جانسن كان يفشل كطبيب منذ عام 1992 وأن فريق العلاج الطبي فشل في معالجة الوضع لسنوات.
وبعد صدور هذا التقرير، شكل وزير الصحة الهولندي أب كلينك لجنة تحقيق أخرى برئاسة راين جان هوكسترا للتحقيق في عمل هيئة تفتيش الرعاية الصحية.
وقد أيدت هذه اللجنة استنتاجات لجنة ليمسترا بشأن فشل هيئة التفتيش، وخلصت إلى أن هيئة التفتيش انتظرت وقتًا طويلاً للغاية لاتخاذ تدابير ضد يانسن وكان ينبغي لها أن ترفع دعاوى جنائية ضده بدلاً من الاكتفاء بالتخلي طواعية عن وضعه كطبيب. كما انتقدوا فريق MST والأطباء الذين عالجوا جانسن ستور من إصاباته لأنهم لم يتعاونوا بشكل كامل مع التحقيق الذي أجرته هيئة التفتيش. استند كلا طبيبي يانسن إلى مبدأ امتياز الطبيب والمريض.
وأعلن في أكتوبر/تشرين الأول 2009 أن يانسن ستور سوف يواجه اتهامات في المحكمة بعد كل شيء، بعد أن وجه إليه فريق تحقيق خاص من الشرطة في هذه القضية (فريق ليبستادت). بحلول تلك المرحلة، كان الفريق قد جمع 135 شكوى مختلفة من المرضى فيما يتعلق بـ يانسن ستور. وصفت وزارة العدل القضية بأنها «أكبر محاكمة طبية في هولندا على الإطلاق».
بدأت المحاكمة في 28 نوفمبر/تشرين الثاني 2012؛ وأعلن في هذا اليوم الأول من المحاكمة أن جانسن ستور يواجه 21 تهمة جنائية، بما في ذلك التسبب في أذى جسدي وعقلي خطير من خلال التشخيص الخاطئ لثمانية مرضى، والتسبب في انتحار أحد المرضى، والسرقة، والاختلاس، والاحتيال. وقد قام 40 شخصًا برفع دعاوى قضائية ضد الطبيب.
رفعت اتهامات من قبل خبير الإصابات الشخصية يمي دروست، الذي رفع دعاوى قضائية بإسم بضع عشرات من المرضى المصابين وبإسم عائلات ثلاثة مرضى ماتوا بعد أن تلقوا العلاج على يد يانسن ستور. بالإضافة إلى هذه الاتهامات، تم توجيه اتهامات بالاحتيال العلمي، بعد أن أظهر التحقيق الذي أجرته لجنة Lemstra أن يانسن ستور قام بتزوير النتائج من أجل نشر مقال في مجلة The Lancet. حكمت عليه المحكمة في أرنهيم بتهمة التشخيص الخاطئ المتعمد، ووصف أدوية قوية بشكل خاطئ، وحرمان المرضى من الرعاية الصحية. بالإضافة إلى ذلك، اعتبر مسؤولاً عن انتحار مريضة بسبب تشخيصه. حكمت المحكمة في فبراير 2014 بالسجن لمدة ثلاث سنوات. استأنف يانسن ستور هذا الحكم.
ادعت ميتا دي نو، وهي طبيبة ومن معارف ليانسن ستور، في كتابها الصادر عام 2015 أن جانسن ستور عانى من اضطراب في الفص الجبهي بسبب الحادث الذي وقع عام 1990، وأنه لا ينبغي تحميله المسؤولية الجنائية.

## العمل في ألمانيا بعد عام 2004
بعد أن أجبر على مغادرة MST في عام 2004، انتقل يانسن ستور إلى ألمانيا، حيث عمل في العديد من العيادات الخاصة. بعد أن تعقبه المراسل الهولندي روب فوركينك إلى عيادة شلوسبيرج في باد لاسف وحاول إجراء مقابلة معه لقناة RTV Oost، طرد يانسن ستور على الفور من هذا المعهد.
لقد صدمت هولندا في الرابع من يناير/كانون الثاني 2013 عندما نشرت نشرة الأخبار المسائية لشبكة NOS قصة مفادها أن جانسن ستور قد وجد وظيفة أخرى كطبيب أعصاب في مستشفى Klinik am Gesundbrunnen في هايلبرون. حيث قام باكتشافه روب فوركينك نفسه، الذي تعرف على صوت يانسن ستور في مكالمة هاتفية (على الرغم من إنكاره أنه كان نفس الشخص). وقد تأكد مراسل شبكة NOS مارك هامر من هويته من خلال توزيع الصور بين موظفي المستشفى. طرد يانسن لاحقًا من المستشفى في 5 يناير 2013.
على الرغم من أن المستشفى لاحظ في البداية أن يانسن ستور سُمح له بالعمل في المستشفى لأنه ترك مهنته طواعية في هولندا في عام 2010 (مما منع المستشفى من التحقق من بياناته لدى السجل الهولندي) وبما أنه لم تكن هناك إدانات جنائية ضده عندما تقدم إلى المستشفى، سرعان ما اتضح أن المستشفى كانت في الواقع على علم بماضي يانسن.
في 6 يناير 2013، رفعت مريضة ألمانية دعوى قضائية بشأن العلاج الذي تلقته من جانسن ستور في هايلبرون، حيث ادعت أنه جعلها في حاجة إلى استخدام كرسي متحرك.
توفي يانسن ستور بسبب الالتهاب الرئوي في ديسمبر 2023، عن عمر يناهز 78 عامًا.

## آخرى
كان ستير هو اسم عائلة والدة الطبيب قبل الزواج. أضاف هذا الاسم إلى لقبه «يانسن»، وهو أحد أكثر الألقاب شيوعًا في هولندا، والمعروف لدى عامة الناس باسم «إرنست يانسن ستور».